# 第25独立自動車化歩兵大隊 (ウクライナ陸軍)
第25独立自動車化歩兵大隊（だい25どくりつじどうしゃかほへいだいたい、ウクライナ語: 25-й окремий мотопіхотний батальйон）は、ウクライナ陸軍の大隊のひとつ。第54独立機械化旅団隷下。

## 概要

### ウクライナ領土防衛大隊
2014年6月4日、義勇軍ウクライナ領土防衛大隊の第25キーウ・ルーシ領土防衛大隊（ウクライナ語: 25-й батальйон територіальної оборони «Київська Русь» ） として、キーウ州の行政支援を受け、ユーロマイダンの自警団を中心にキーウで創設された。
2014年8月から、ドンバス戦争に投入され、ルハーンシク州、ドネツィク州の戦闘任務に就いた。

### ウクライナ陸軍
2014年11月、ウクライナ陸軍に編入し、北部作戦管区に配属され、第25独立自動車化歩兵大隊に改編した。
2015年1月-2月、ドネツィク州デバルツェボに投入され、橋頭堡の防衛任務に就いた。
2015年9月、バフムート駐屯の第54独立機械化旅団に配属された。
2016年2月24日、義勇軍のジョージア軍団が配属され、第3中隊を新編した。

### ロシアのウクライナ侵攻
2021年11月から、ドンバス戦争でドネツィク州マリンカに配置されていたため、ロシアのウクライナ侵攻はそのまま開戦した。
2022年3月、ドネツィク州マリウポリ市外に投入された。
2022年6月中旬、ドネツィク州ノヴォ・ミハイロフカで団員32人がロシア軍に降伏したが、その瞬間ウクライナ軍の督戦隊のような者達が現れ、ロシア軍が保護する前に自軍の兵士を殺害したとロシア側が発表した。

## 編制
- 大隊本部（バフムート）
- 第1中隊
- 第2中隊
- 第3中隊
- 迫撃砲中隊
- 対空砲小隊
- 偵察小隊
- 工兵小隊
- 後方支援隊